# Мала Березянка
Мала́ Бере́зянка — село в Україні, у Таращанській міській громаді Білоцерківського району Київської області. Населення становить 273 особи.

## Історія
До січня 1793 року (другий поділ Польщі) Мала Березянка перебувала у складі Брацлавського воєводства у складі Речі Посполитої.
Станом на 1885 рік у колишньому власницькому селі Жидівськогребельської волості Таращанського повіту Київської губернії мешкало 718 осіб, налічувалось 123 двори, існували православна церква, школа, постоялий двір.
За переписом 1897 року кількість мешканців зросла до 1080 осіб (536 чоловічої статі та 544 — жіночої), з яких 1068 — православної віри.
У жовтні 2016 року митрополит Переяслав-Хмельницький і Білоцерківський Епіфаній звершив чин освячення іконостасу та розписів храму Покрови Божої Матері.

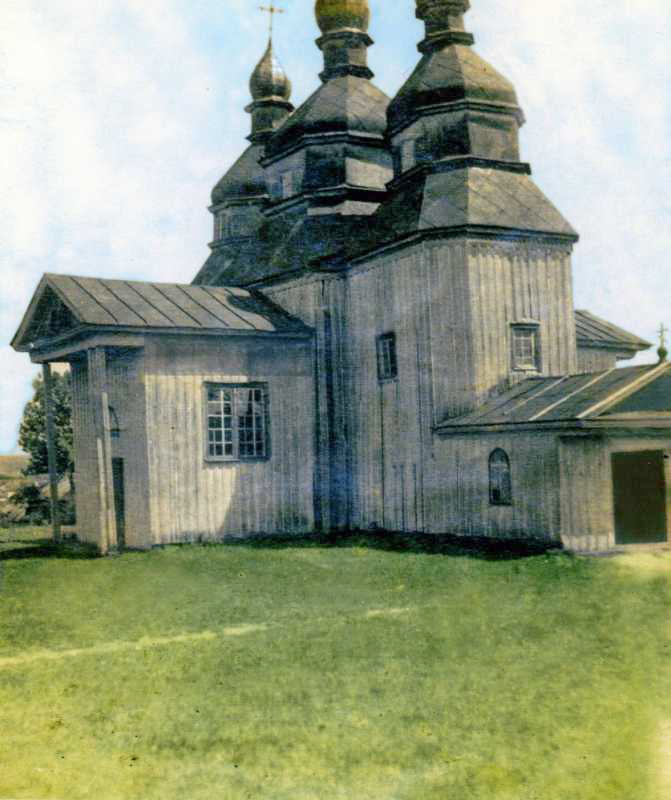
Покровська церква (дер.) (зруйнована у 1980 р.), село Мала Березянка
Два стовпи в'їзних воріт - єдине що залишилось від маєтку Крестовських в селі Мала Березянка

## Документи в архівах
У ЦДІАК України зберігаються різні документи про с. Мала Березянка. Наприклад, метричні книги, клірові відомості, сповідні розписи і т. д. Метричні книги збереглись 1800 року по 1920 р.; сповідні розписи з 1801 р. по 1867 р.

## Відомі люди
- Крестовський Всеволод Володимирович — російський письменник, поет та літературний критик.